# Idaea belemiata
Idaea belemiata är en fjärilsart som beskrevs av Pierre Millière 1869. Idaea belemiata ingår i släktet Idaea och familjen mätare. Inga underarter finns listade i Catalogue of Life.